# Phora anceps
Phora anceps är en tvåvingeart som först beskrevs av Zetterstedt 1848.  Phora anceps ingår i släktet Phora och familjen puckelflugor. Inga underarter finns listade i Catalogue of Life.